# Palazzo Boveri
Il Palazzo Boveri, già Palazzo Fieschi, è un edificio dalle forme barocche situato in via Nazionale 21 a Borgo Val di Taro, in provincia di Parma.

## Storia

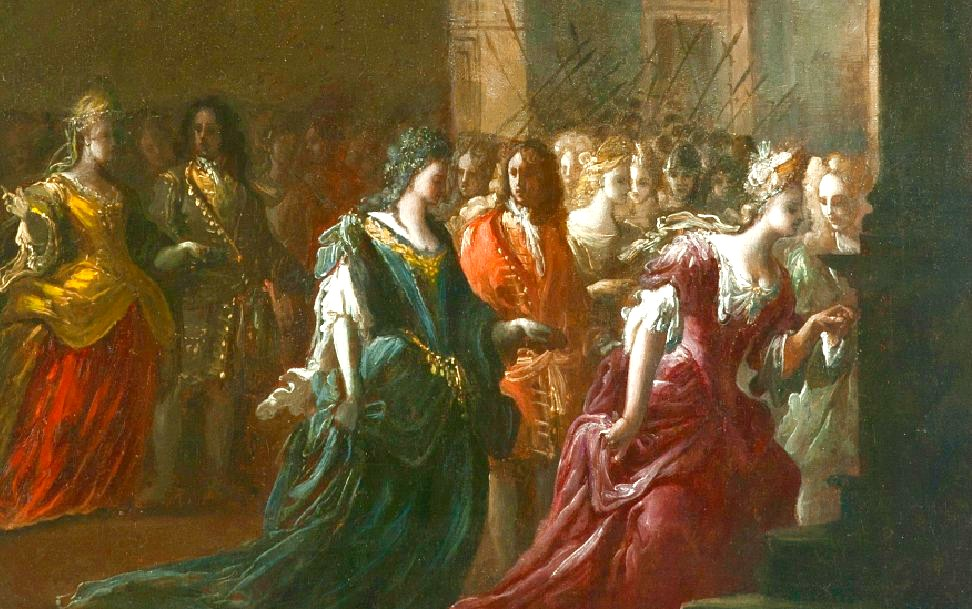
Reggia di Caserta, Ilario Spolverini, Episodio delle nozze di Elisabetta, arrivo a Casa Boveri di Borgotaro, 1721-1722

Il signorile palazzo fu innalzato nel XVII secolo.
Nel 1714 l'edificio fu decorato con affreschi e sfarzosi stucchi barocchi, in previsione del passaggio di Elisabetta Farnese; il 16 settembre la duchessa sposò per procura il re di Spagna Filippo V di Borbone nel duomo di Parma e il 22 partì per raggiungere il marito; il corteo, dopo aver fatto tappa al castello di Carona, raggiunse Borgo Val di Taro il giorno seguente e la regina decise di pernottare per due notti nel palazzo, prima di riprendere il faticoso viaggio alla volta della penisola iberica, che raggiunse via terra intorno alla metà di dicembre.
Successivamente il palazzo pervenne alla nobile famiglia dei Misuracchi.
Durante la seconda guerra mondiale, il 3 agosto del 1944 il lato dell'edificio affacciato sulla laterale via San Domenico fu colpito da un bombardamento alleato, che causò anche diverse vittime.
Il palazzo fu completamente ristrutturato a partire dal 2001.

## Descrizione

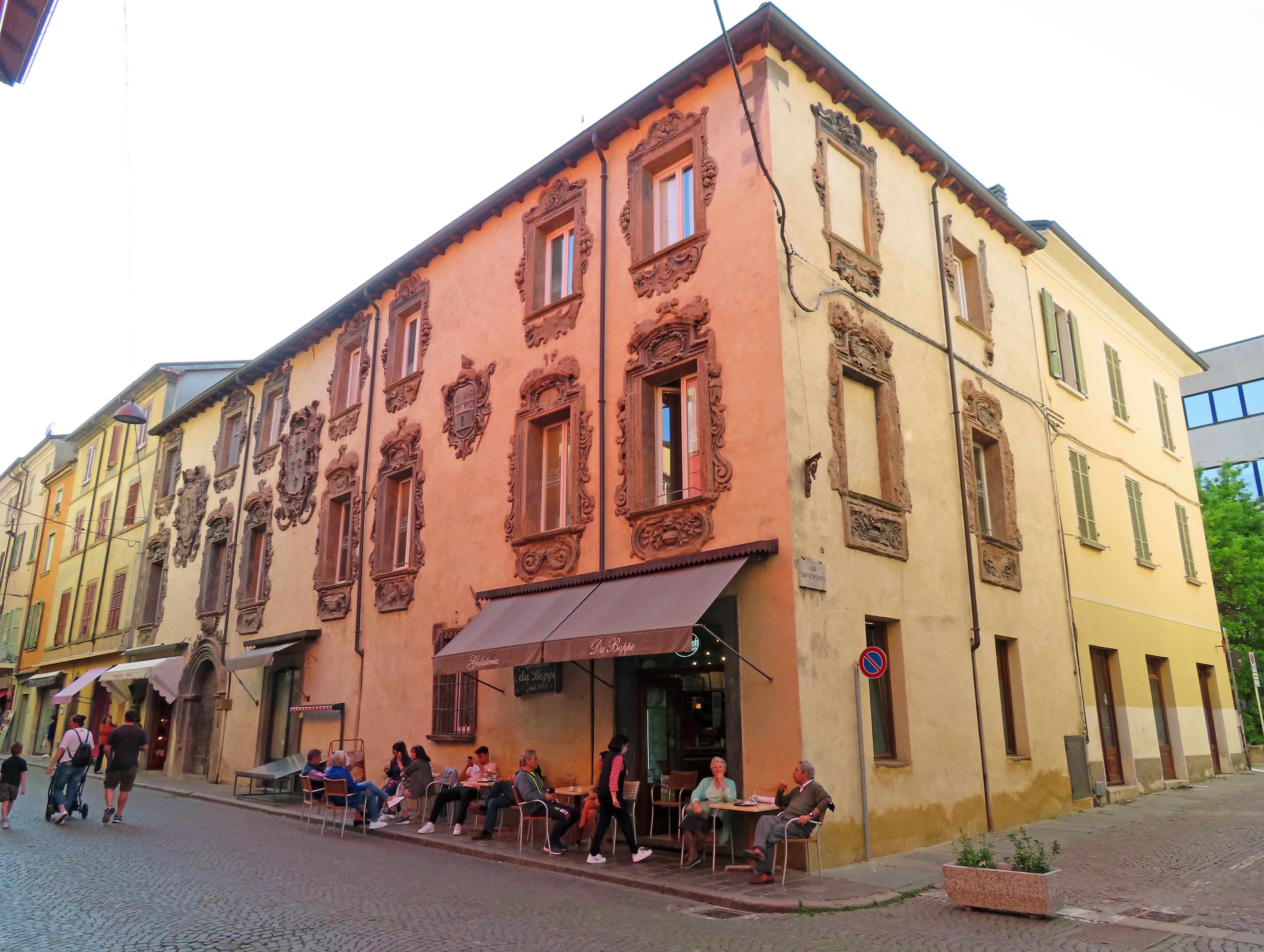
Facciata e lato nord-est

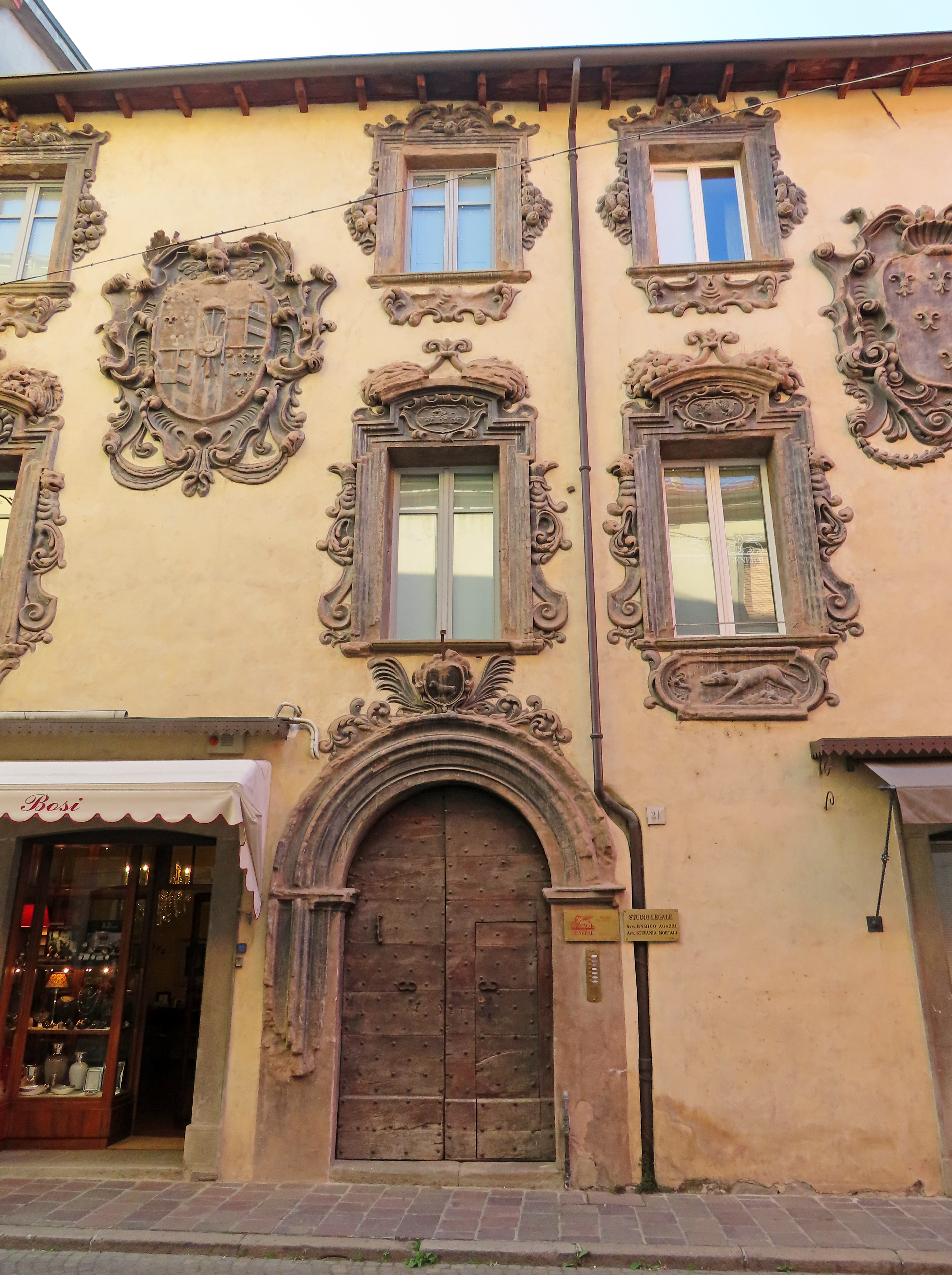
Portale d'ingresso e stucchi sulla facciata

L'edificio si sviluppa su una pianta rettangolare ad angolo fra via Nazionale e via San Domenico.

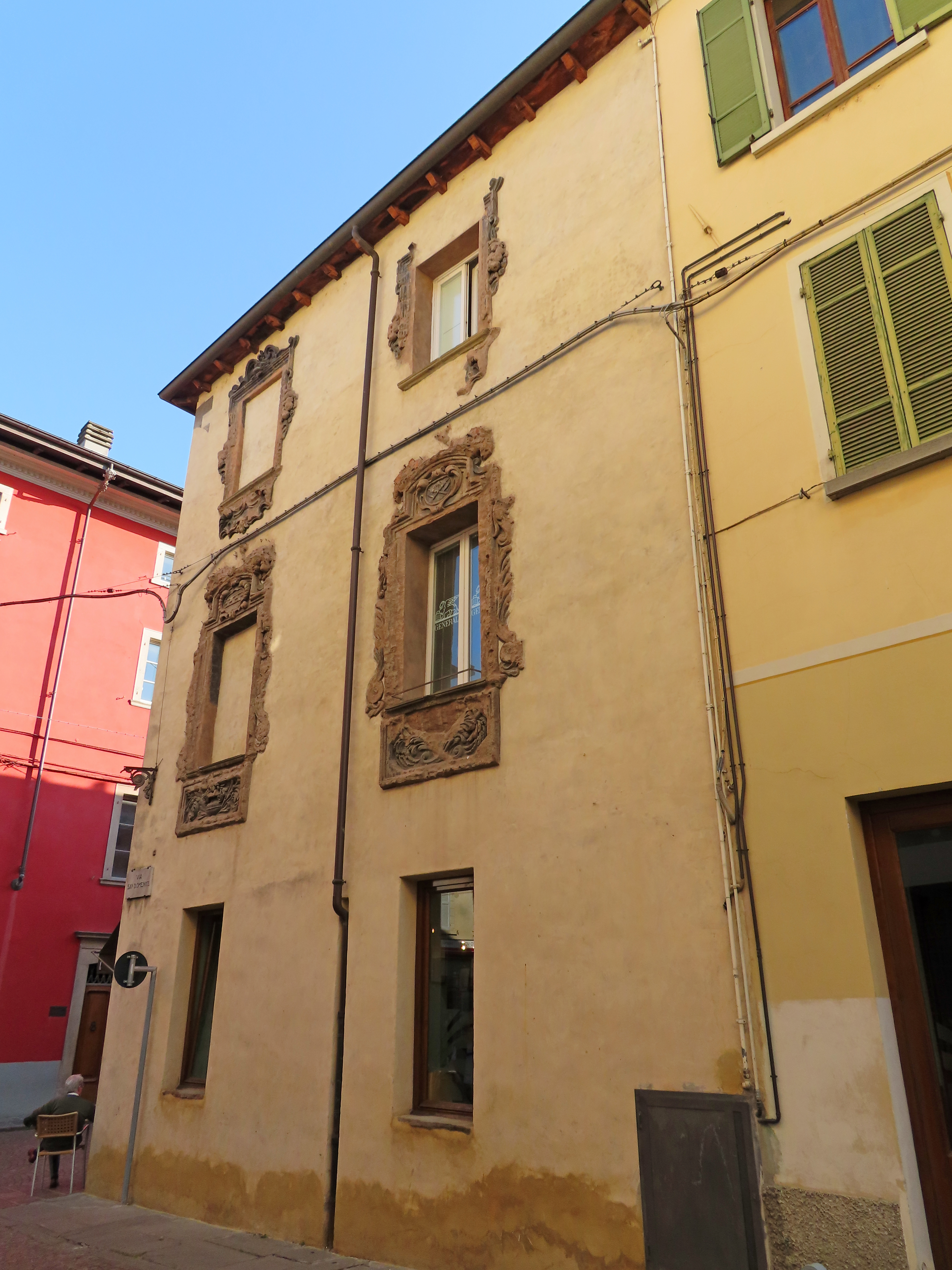
Lato nord-est

La facciata intonacata è caratterizzata dagli sfarzosi stucchi in cocciopesto che la decorano. Il portale d'ingresso ad arco a tutto sesto, decentrato, è delimitato da una cornice modanata, coronata dallo stemma della famiglia Boveri; più semplici cornici lineari inquadrano le finestre e le tre vetrine dei negozi al livello terreno. Al piano nobile le aperture sono contornate da imponenti cornici barocche, ricche di volute e rilievi; sotto i davanzali si stagliano all'interno di ovali alcune raffigurazioni dei prodotti caratteristici del territorio agli inizi del XVII secolo; sopra gli architravi sono collocati gli stemmi delle famiglie nobili borgotaresi che parteciparono alle spese di decorazione del palazzo. Superiormente le aperture presentano analoghe cornici abbondantemente ornate. Tre grandi stemmi risaltano tra le finestre dei livelli più alti; sono raffigurati a sinistra lo stemma del duca Alessandro Farnese, al centro lo stemma dei Farnese e a destra lo stemma del Comune di Borgo Val di Taro.

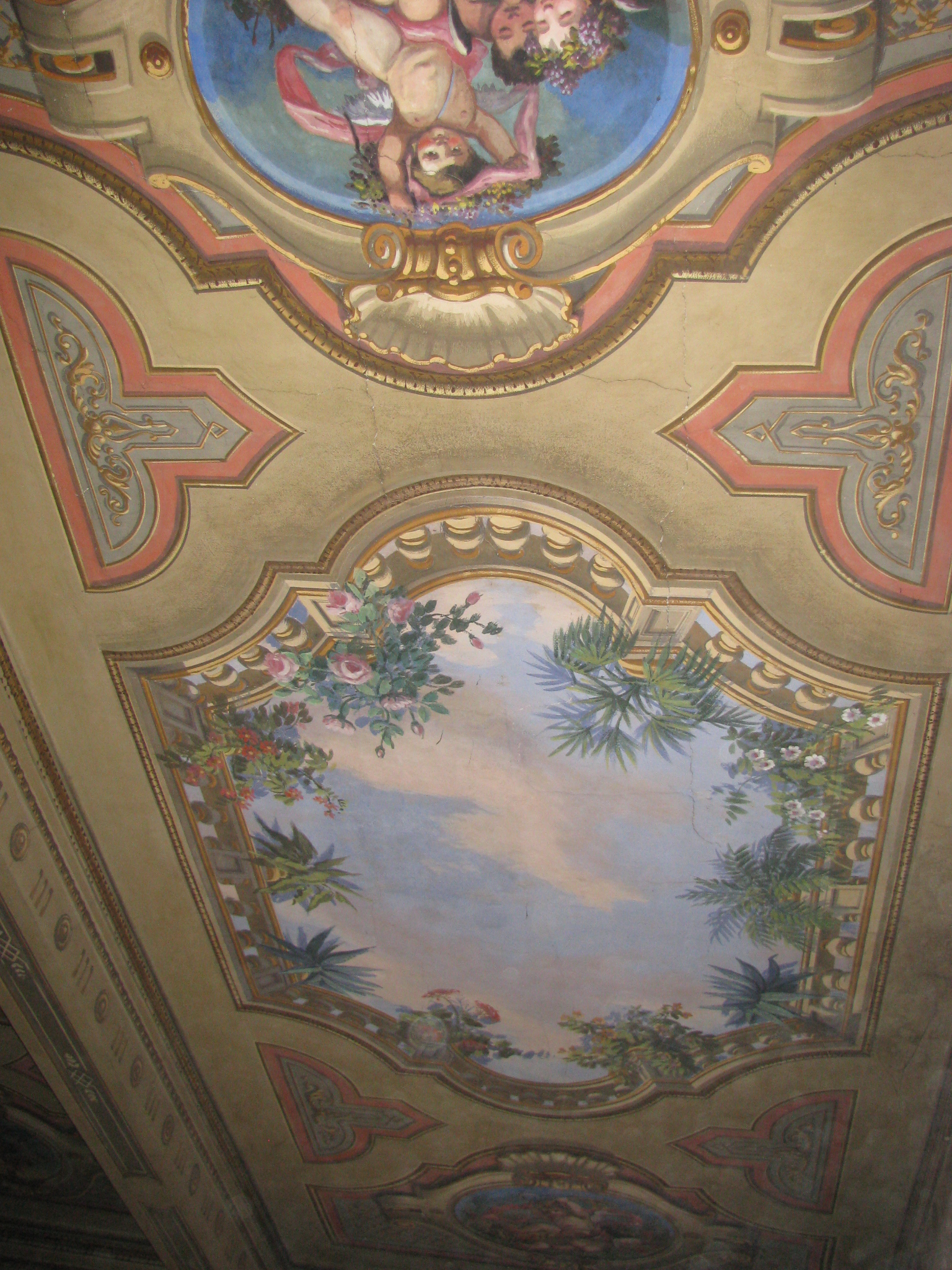
Affreschi del soffitto di una sala del primo piano

Analoghe decorazioni proseguono anche attorno alle aperture del più corto prospetto laterale, seppur parzialmente danneggiate in sommità.
All'interno l'atrio conduce al cortile centrale, caratterizzato dall'elegante loggiato coperto da volte a vela incrociate.
Salendo la scala si raggiunge il pianerottolo del piano nobile, decorato con un altorilievo in marmo bianco di Carrara realizzato da Giuliano Mozzani agli inizi del XVIII secolo; esso raffigura nella parte inferiore l'Annunciazione e in quella superiore l'Assunzione in cielo. Allo stesso livello si aprono altri ambienti con soffitti decorati con affreschi; vi si conserva ancora un camino seicentesco con cappa ornata con uno stemma.
Il negozio all'estremità destra del piano terreno è infine decorato sulle pareti con quattro ovali raffiguranti le Quattro Stagioni, dipinti da Alessandro Gherardini agli inizi del XVIII secolo.